# モノクロシティ
「モノクロシティ」は、ACE COLLECTIONの楽曲。8作目のデジタル配信限定シングルとして2021年4月5日に各音楽配信サービスにてリリースされた。

## 概要
- 前作の配信シングル『GO MY WAY』から約5ヵ月ぶりのリリースとなった。

- 表題曲は、アニメ『恋と呼ぶには気持ち悪い』のオープニングテーマとして書き下ろされており[2]、バンド初のアニメタイアップとなった[3]。

## 収録内容
1. モノクロシティ
  - 作詞・作曲：たつや◎

## タイアップ
モノクロシティ
テレビアニメ『恋と呼ぶには気持ち悪い』オープニングテーマ